# Liste der Bodendenkmäler in Schweinfurt
Auf dieser Seite sind die Bodendenkmäler in der unterfränkischen kreisfreien Stadt Schweinfurt zusammengestellt. Diese Tabelle ist eine Teilliste der Liste der Bodendenkmäler in Bayern. Grundlage ist die Bayerische Denkmalliste, die auf Basis des Bayerischen Denkmalschutzgesetzes vom 1. Oktober 1973 erstmals erstellt wurde und seither durch das Bayerische Landesamt für Denkmalpflege geführt wird. Die folgenden Angaben ersetzen nicht die rechtsverbindliche Auskunft der Denkmalschutzbehörde.

## Bodendenkmäler der Gemeinde Schweinfurt

### Bodendenkmäler in der Gemarkung Grafenrheinfeld
| Lage                       | Objekt                                                        | Akten-Nr.     | Bild |
| -------------------------- | ------------------------------------------------------------- | ------------- | ---- |
| Grafenrheinfeld (Standort) | Bestattungsplatz mit verebneten Grabhügeln der Hallstattzeit. | D-6-5927-0067 |      |

### Bodendenkmäler in der Gemarkung Oberndorf
| Lage                             | Objekt | Akten-Nr.     | Bild |
| -------------------------------- | --- | ------------- | ---- |
| Oberndorf Schweinfurt (Standort) | Siedlung der Linearbandkeramik, der Hallstattzeit und der jüngeren Latènezeit.                                                                                          | D-6-5927-0032 |      |
| Oberndorf Schweinfurt (Standort) | Fundamente eines spätmittelalterlichen Vorgängerbaus der Kreuzkirche in Oberndorf, Körpergräber des Mittelalters und der Neuzeit sowie ein mittelalterlicher Burgstall. | D-6-5927-0197 |      |

### Bodendenkmäler in der Gemarkung Schweinfurt
| Lage                   | Objekt | Akten-Nr.     | Bild |
| ---------------------- | --- | ------------- | ---- |
| Schweinfurt (Standort) | Burgstall (Alte Reichsburg Schweinfurt / Markgrafenburg Schweinfurt) und Klosterwüstung des frühen bis späten Mittelalters. | D-6-5927-0002 |      |
| Schweinfurt (Standort) | Siedlung der Linearbandkeramik und mittelalterliche Wüstung Hilpersdorf. | D-6-5927-0004 |      |
| Schweinfurt (Standort) | Mittelalterliche Kirchenwüstung St. Kilian in Schweinfurt. | D-6-5927-0005 |      |
| Schweinfurt (Standort) | Untertägige Teile der mittelalterlichen bis neuzeitlichen Pfarrkirche St. Johannis in Schweinfurt, Fundamente eines hochmittelalterlichen Vorgängerbaus sowie Körpergräber des Mittelalters und der Neuzeit.                     | D-6-5927-0006 |      |
| Schweinfurt (Standort) | Freilandstation des Paläolithikums, Siedlung des Neolithikums, Siedlung und Gräberfeld der älteren Latènezeit sowie Wüstung des frühen und hohen Mittelalters.                                                                   | D-6-5927-0008 |      |
| Schweinfurt (Standort) | Untertägige Siedlungsteile des frühen, hohen und späten Mittelalters im Bereich der Stadtwüstung Altstadt in Schweinfurt. | D-6-5927-0009 |      |
| Schweinfurt (Standort) | Reihengräberfeld der Merowingerzeit. | D-6-5927-0011 |      |
| Schweinfurt (Standort) | Siedlung und Gräber der Linearbandkeramik sowie Siedlungen der späten Bronzezeit und der Hallstattzeit. | D-6-5927-0012 |      |
| Schweinfurt (Standort) | Siedlung der Urnenfelderzeit. | D-6-5927-0014 |      |
| Schweinfurt (Standort) | Körpergrab des Endneolithikums. | D-6-5927-0017 |      |
| Schweinfurt (Standort) | Siedlung der Linearbandkeramik. | D-6-5927-0018 |      |
| Schweinfurt (Standort) | Siedlung der Linearbandkeramik. | D-6-5927-0019 |      |
| Schweinfurt (Standort) | Siedlung der Linearbandkeramik und des jüngeren Neolithikums. | D-6-5927-0023 |      |
| Schweinfurt (Standort) | Untertägige Teile der spätmittelalterlichen bis frühneuzeitlichen St.-Salvator-Kirche in Schweinfurt, Fundamente mittelalterlicher Vorgängerbauten sowie Körpergräber des Mittelalters und der Neuzeit.                          | D-6-5927-0031 |      |
| Schweinfurt (Standort) | Mittelalterliche Wüstung Leinach, heute weitestgehend überbaut. | D-6-5927-0085 |      |
| Schweinfurt (Standort) | Pingenfeld sowie Steinbruchareal des Mittelalters und der frühen Neuzeit. | D-6-5927-0089 |      |
| Schweinfurt (Standort) | Siedlung vorgeschichtlicher Zeitstellung. | D-6-5927-0093 |      |
| Schweinfurt (Standort) | Siedlung der Linearbandkeramik. | D-6-5927-0094 |      |
| Schweinfurt (Standort) | Siedlung vor- und frühgeschichtlicher Zeitstellung. | D-6-5927-0095 |      |
| Schweinfurt (Standort) | Siedlung vor- und frühgeschichtlicher Zeitstellung. | D-6-5927-0122 |      |
| Schweinfurt (Standort) | Siedlung der späten Latènezeit. | D-6-5927-0153 |      |
| Schweinfurt (Standort) | Untertägige Teile erhaltener Abschnitte und Fundamente abgegangener Partien der aus Mauern, Toren und Türmen sowie einem vorgelagerten Graben bestehenden spätmittelalterlichen Stadtbefestigung der Kernstadt von Schweinfurt.  | D-6-5927-0161 |      |
| Schweinfurt (Standort) | Fundamente hoch- und spätmittelalterlicher sowie frühneuzeitlicher Bauten des abgegangenen Nikolausspitals und des abgegangenen Karmelitenklosters in Schweinfurt sowie Körpergräber der frühen Neuzeit.                         | D-6-5927-0174 |      |
| Schweinfurt (Standort) | Untertägige Teile erhaltener Abschnitte sowie Fundamente abgegangener Partien der aus Mauern, Toren und Türmen sowie einem vorgelagerten Graben bestehenden Befestigung der Schweinfurter Stadterweiterung des 15. Jahrhunderts. | D-6-5927-0187 |      |
| Schweinfurt (Standort) | Untertägige Teile erhaltener Abschnitte sowie Fundamente abgegangener Partien der frühneuzeitlichen Stadtbefestigung Schweinfurts mit Schanzen, Bastionen und vorgelagertem Graben.                                              | D-6-5927-0188 |      |
| Schweinfurt (Standort) | Untertägige Siedlungsteile des Mittelalters und der frühen Neuzeit im Bereich der Kernstadt von Schweinfurt. | D-6-5927-0192 |      |
| Schweinfurt (Standort) | Untertägige Siedlungsteile des Mittelalters und der frühen Neuzeit im Bereich der Schweinfurter Stadterweiterungen des 15. Jahrhunderts.                                                                                         | D-6-5927-0193 |      |
| Schweinfurt (Standort) | Siedlungen der Linearbandkeramik, der Stichbandkeramik sowie der Hallstattzeit. | D-6-5927-0194 |      |
| Schweinfurt (Standort) | Untertägige Teile und Fundamente spätmittelalterlicher Spitalbauten sowie Fundamente spätmittelalterlicher und frühneuzeitlicher Vorgängerbauten der Katholischen Stadtpfarrkirche Zum Heiligen Geist in Schweinfurt.            | D-6-5927-0196 |      |
| Schweinfurt (Standort) | Siedlung der Linearbandkeramik. | D-6-5927-0203 |      |
| Schweinfurt (Standort) | Körpergräber vor- und frühgeschichtlicher Zeitstellung. | D-6-5927-0204 |      |
| Schweinfurt (Standort) | Körpergräber vor- und frühgeschichtlicher Zeitstellung oder des Mittelalters und der frühen Neuzeit. | D-6-5927-0243 |      |
| Schweinfurt (Standort) | Bestattungsplatz mit Grabhügel vorgeschichtlicher Zeitstellung. | D-6-5927-0246 |      |

### Bodendenkmäler in der Gemarkung Sennfeld
| Lage                | Objekt                                                           | Akten-Nr.     | Bild |
| ------------------- | ---------------------------------------------------------------- | ------------- | ---- |
| Sennfeld (Standort) | Bestattungsplatz mit Grabhügeln vorgeschichtlicher Zeitstellung. | D-6-5927-0007 |      |